# José Gregorio Monagas
José Gregorio Monagas (ur. 4 maja 1795 w Aragua de Barcelona, zm. 15 lipca 1858 w Maracaibo) – prezydent Wenezueli, generał w czasach walk o niepodległość, polityk, żołnierz. Wyzwoliciel niewolników w Wenezueli. Znajdował się pod dużym politycznym wpływem swego brata José Tadeo Monagasa.
Podczas wojny o wyzwolenie brał udział w wielu ważnych kampaniach przeciwko wojskom hiszpańskich rojalistów. Odznaczył się wielką odwagą w bitwie pod Carabobo u boku Simón Bolívara, który nazwał go "pierwszą lancą wschodu".
W 1851 roku José Gregorio zastąpił swojego brata José Tadeo na stanowisku prezydenta kraju. Podczas swych rządów musiał stawić czoła kilku wojskowym buntom. Najpierw politycznie zdystansował się od swojego brata, ale potem poparł jego starania o kolejną prezydenturę. Prezydencje obu braci są powszechnie znane jako rządy dynastii Monagas lub "Monagato". 
Bardzo mocno przeciwstawiał się konserwatywnej oligarchii. Najważniejszym dziełem José Gregorio było ogłoszenie Wenezueli, 24 marca 1854 roku, krajem wolnym od niewolnictwa.

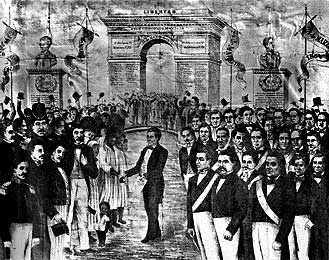
Abolicja niewolników

Po ponownym wyborze jego brata José Tadeo na prezydenta osiadł w Barcelonie i wycofał się życia politycznego. Wrócił jednak w 1857 roku i jako szef sił zbrojnych pomagał swemu bratu w walce przeciw Juliánowi Castro.
W marcu 1858 roku Castro zdołał obalić rząd José Tadeo. José Gregorio został aresztowany w Barcelonie na rozkaz generała Justo Briceño  i wysłany do zamku Puerto Cabello. Potem przeniesiono go do San Carlo,  gdzie ciężko się rozchorował. W lipcu gubernator José Serrano nakazał przeniesienie do Maracaibo. Zmarł podczas podróży, w dniu 15 lipca 1858 roku. 
13 listopada 1872 roku jego prochy zostały przeniesione do Panteonu Narodowego.